# Яремчук Дмитро Онуфрійович
Дмитро́ Ону́фрійович Яремчу́к (нар. 6 листопада 1914 — пом. 22 серпня 1955) — радянський військовик часів Другої світової війни, командир роти танків Т-34 89-го танкового батальйону 203-ї танкової бригади 1-го танкового корпусу (2-а гвардійська армія), лейтенант. Герой Радянського Союзу (1945).

## Життєпис
Народився 6 листопада 1914 року в селі Станіславовому Данилівської волості Балтського повіту Подільської губернії (нині — Благовіщенського району Кіровоградської області) в селянській родині. Українець. Закінчив 7 класів школи і педагогічні курси в 1933 році. Працював завідувачем складом на гідроелектростанції в Кедському районі Аджарської АРСР (нині — реґіон у складі Грузії).
До лав РСЧА призваний 23 червня 1941 року Батумським МВК. У 1942 році закінчив Сухумське військове піхотне училище. Служив командиром мінометного взводу 51-го УРу Закавказького фронту. В липні — жовтні 1943 року служив у 6-й навчальній офіцерській бригаді в Горькому (Росія). У 1944 році закінчив Ленінградську вищу офіцерську бронетанкову школу.
На фронтах німецько-радянської війни з 2 серпня 1944 року. Воював на 1-у Прибалтійському і 3-у Білоруському фронтах. Член ВКП(б) з 1944 року.
Особливо командир роти танків Т-34 лейтенант Д. О. Яремчук відзначився в боях за звільнення Прибалтики. Виконуючи спеціальне завдання командуючого армією, в ніч з 5 на 6 жовтня 1944 року з двома танками Т-34-85 вміло використовуючи природні особливості рельєфу, силу і міць танкового вогню, прорвався крізь оборону супротивника і вийшов у його тил. Діючи сміливо, зухвало і рішуче, увірвався у колону ворожої техніки, знищив 5 тягачів з гарматами і обслугою, 4 польових гармати, 4 міномети, 2 зенітних установки, до 50 солдатів і офіцерів ворога. Тієї ж ночі з танками увірвався до міста Кельме (Латвія), захопив міст через річку Кражанте і силами двох екіпажів протягом 12 годин утримував міст, не даючи змогу супротивнику доправити підкріплення на передній край оборони. Тим самим забезпечив прорив ворожої оборони без зайвих втрат і надав можливість ввести в прорив для подальшого розвитку наступу.
По закінченні війни продовжив військову службу. У 1945–1949 роках навчався на командному факультеті Військової академії бронетанкових і механізованих військ імені Й. Сталіна. З жовтня 1949 по серпень 1954 року проходив службу в 8-й механізованій дивізії Білоруського військового округу на посадах заступника начальника штабу з оперативної роботи 95-го важкого танко-самохідного полку, заступника командира 97-го мотоциклетного батальйону, командира 97-го розвідувального батальйону. З серпня 1954 року переведений на посаду офіцера 1-го відділення відділу бойової підготовки штабу Воронезького військового округу.
22 серпня 1955 року покінчив життя самогубством. Похований у Воронежі.

## Нагороди
Указом Президії Верховної Ради СРСР від 24 березня 1945 року за зразкове виконання бойових завдань командування на фронті боротьби з німецькими загарбниками та виявлені при цьому відвагу і героїзм, лейтенантові Яремчуку Дмитру Онуфрійовичу присвоєне звання Героя Радянського Союзу з врученням ордена Леніна і медалі «Золота Зірка» (№ 5018).
Також був нагороджений орденами Вітчизняної війни 2-го ступеня (02.06.1945), Червоної Зірки (20.05.1945) і медалями.